# 대니 부코비치
대니 부코비치(영어: Danny Vukovic, 영어 발음: /ˈdæni ˈvuːkəvɪtʃ/)로 잘 알려진 대니얼 부코비치(영어: Daniel Vukovic, 1985년 3월 27일~)는 오스트레일리아의 전 축구 선수로 현역 시절 포지션은 골키퍼였다. 현재 센트럴코스트 매리너스의 골키퍼 코치로 재직 중이다.

## 구단 경력
2002년 패러미타 파워에서 데뷔한 이래 2023-24 시즌 후 은퇴할 때까지 22년동안 센트럴코스트 매리너스, 시드니 FC, KRC 헹크, 웰링턴 피닉스, 퍼스 글로리, 멜버른 빅토리, NEC 네이메헌, 코니야스포르, 베갈타 센다이 등에서 프로 통산 487경기를 소화했다.
센트럴코스트 매리너스 소속으로 153경기를 소화하며 A리그 멘 2회 우승 및 2회 준우승, 2005 시즌 A리그 프리시즌 챌린지컵 우승, 2006 시즌 A리그 프리시즌 챌린지컵 준우승, 2023-24년 AFC컵 우승 등에 기여했고 2011-12 시즌부터 2014-15 시즌까지는 퍼스 글로리 소속으로 공식전 109경기를 소화하며 2011-12 시즌 A리그 준우승, 2014-15 시즌 오스트레일리아 컵 준우승 등에 이바지했다.
그리고 2015-16 시즌에는 멜버른 빅토리 소속으로 30경기를 소화하며 오스트레일리아 컵 우승을 이끈 뒤 2016-17 시즌에는 시드니 FC에서 33경기를 소화하며 팀의 리그 우승과 오스트레일리아 컵 준우승에 기여했고 2017-18 시즌부터 2020-21 시즌까지는 벨기에 프로 리그의 KRC 헹크 소속으로 123경기를 소화하며 2017-18 시즌 벨기에 컵 우승, 2019 시즌 벨기에 슈퍼컵 우승, 2018-19 시즌 리그 우승, 2020-21 시즌 리그 준우승 등에 기여했다.

## 국가대표팀 경력
오스트레일리아 U-20 대표팀 소속으로 2005년 OFC U-19 챔피언십에 출전해 4경기를 소화하며 팀의 통산 12번째 우승과 함께 8회 연속이자 통산 12번째 FIFA U-20 월드컵 본선 진출을 이끌었다.
그리고 2018년 3월 27일 콜롬비아와의 친선 경기에서 오스트레일리아 A대표팀 소속으로 국제 A매치 데뷔전을 치렀고 이후 2번의 월드컵 본선(2018, 2022) 엔트리에 합류하여 2006년 이후 오스트레일리아의 16년만의 월드컵 16강 진출에 힘을 실어주었고 2019년 AFC 아시안컵 본선에도 출전했다.
그러나 2021년 6월 7일 대만과의 2022년 FIFA 월드컵 아시아 지역 2차 예선 B조 6차전을 마지막으로 더 이상 국가대표팀 경기에는 출전하지 못한 채 A매치 통산 4경기 출장에 머물렀다.

## 수상

### 클럽
센트럴코스트 매리너스
- A리그 멘 : 우승 (2022-23, 2023-24), 준우승 (2005-06, 2007-08)
- A리그 프리시즌 챌린지컵 : 우승 (2005), 준우승 (2006)
- AFC 챔피언스리그 투 : 우승 (2023-24)

퍼스 글로리
- A리그 멘 : 준우승 (2011-12)
- 오스트레일리아 컵 : 준우승 (2014-15)

멜버른 빅토리
- 오스트레일리아 컵 : 우승 (2015-16)

시드니 FC
- A리그 멘 : 우승 (2016-17)
- 오스트레일리아 컵 : 준우승 (2016-17)

 KRC 헹크
- 벨기에 프로 리그 : 우승 (2018-19), 준우승 (2020-21)
- 벨기에 컵 : 준우승 (2017-18)
- 벨기에 슈퍼컵 : 우승 (2019)

### 국가대표팀
오스트레일리아 U-20
- OFC U-19 챔피언십 : 우승 (2005)

### 개인
- 매리너스 메달 : 2007, 2010
- PFA 선정 A리그 멘 올해의 팀 : 2009-10, 2013-14, 2014-15, 2016-17, 2023-24
- A리그 멘 올해의 골키퍼 : 2016-17
- KRC 헹크 올해의 선수 : 2017-18

## 통계
| 오스트레일리아 | 오스트레일리아 | 오스트레일리아 |
| 연도           | 출전           | 골             |
| -------------- | -------------- | -------------- |
| 2018           | 4              | 0              |
| 합계           | 4              | 0              |